# 柏の宮公園
柏の宮公園（かしのみやこうえん）とは、東京都杉並区浜田山二丁目にある区立公園。
2004年10月30日開園。面積は 4.3ha。杉並区立の公園としては最大規模を誇る。
浜田山駅より南へ徒歩7分、ないしはすぎ丸さくら路線の「柏の宮公園入口」下車徒歩5分のアクセスとなる。
日本興業銀行所有のグラウンドを、同行のリストラ（みずほ銀行との統合）の際に杉並区に売却、それを公園として整備したもの。
草地広場や池にテニスコート、日本庭園と茶室といった公園としての設備に加え、区の防災施設として、災害備蓄倉庫や防災井戸も設けられている。